# Illicium (anatomia ryb)

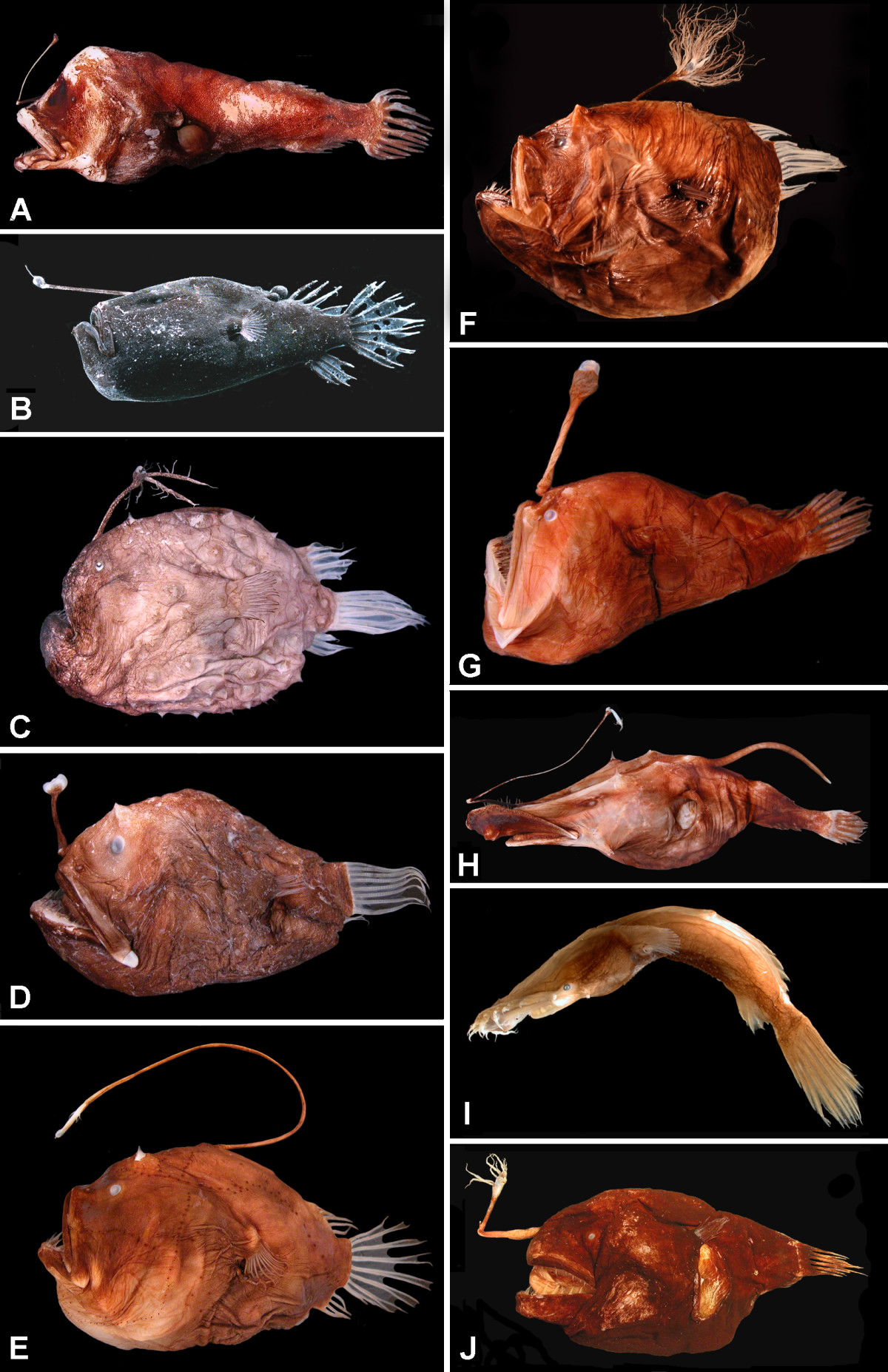
Przedstawiciele różnych rodzin Ceratioidei

Illicium – narząd służący jako wabik dla potencjalnej ofiary, występujący u niektórych gatunków żabnicokształtnych ryb głębinowych. Utworzony jest z przekształconego w elastyczną wić pierwszego przedniego promienia płetwy grzbietowej i zakończony mięsistym wabikiem (esca), o różnym kształcie i budowie. Samice większości matronicowców (Ceratioidei) są zaopatrzone w illicium, na którego czubku znajduje się narząd świetlny (niewątpliwie zwiększający jego funkcję w przyciąganiu ofiary). 
Illicium antenariusowatych jest dobrze widoczne i wykazuje dużą zmienność pomiędzy gatunkami; ogackowate mają krótkie illicium oraz otwierającą się do przodu jamkę, w której umieszczana jest esca, kiedy illicium jest wycofane; u przedstawicieli Gigantactinidae narząd ten osiąga długość równą lub większą od długości ciała ryby. 

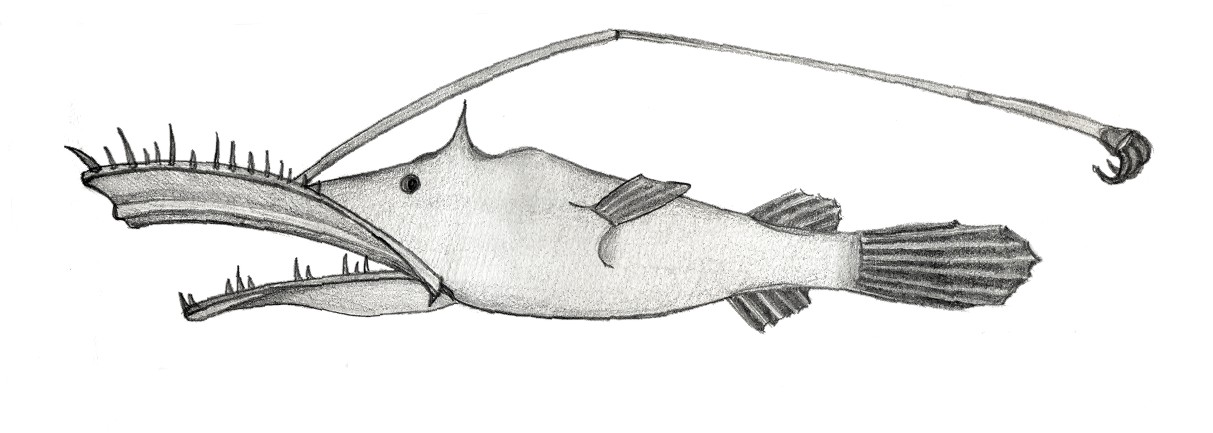
Lasiognathus beebei
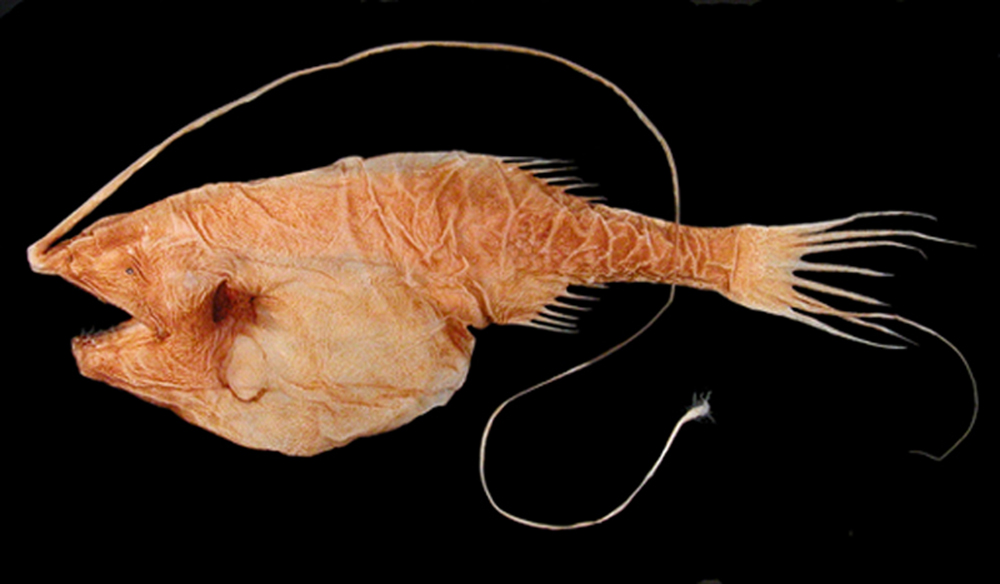
Gigantactis gargantua
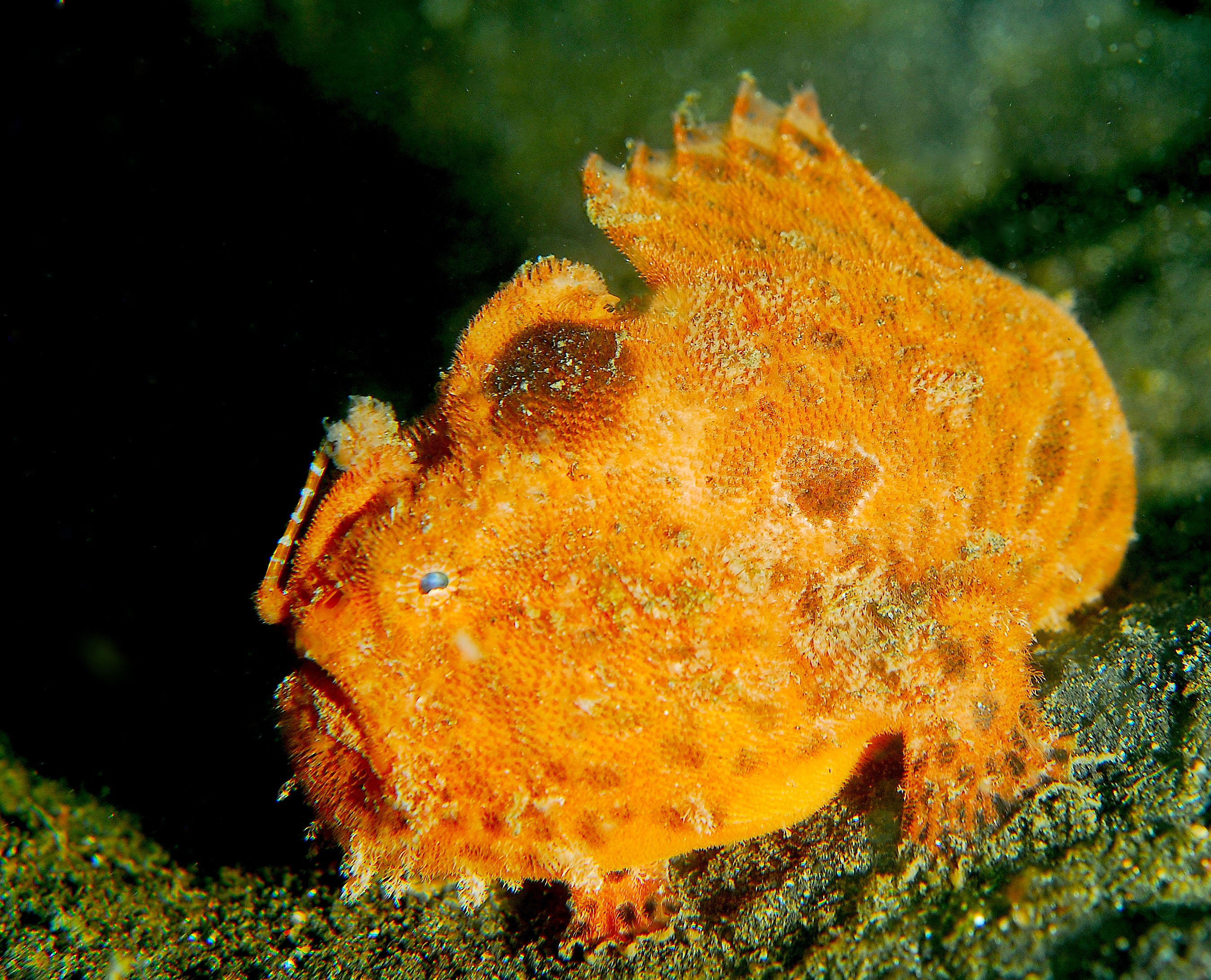
Przedstawiciel rodziny antenariusowatych